# Oliver Moulton Hyde
Pour les articles homonymes, voir Moulton.
Oliver Moulton Hyde (10 mars 1804 – 28 juin 1870) était un homme d'affaires, manufacturier et politicien de Détroit dont il fut maire en 1854, 1856 et 1857.

## Biographie
Oliver Moulton Hyde naît à Sudbury (Vermont) le 10 mars 1804 de Pitt William Hyde. À 23 ans, Hyde épouse Julia Ann Sprague et ouvre un magasin général à Castleton (Vermont). En 1834, il vend le magasin et déménage à Mount Hope (New York) pour y diriger une fonderie. 
Hyde emménage à Détroit en 1838 et ouvre une quincaillerie sur Woodward Avenue. Il commence à manufacturer des balances commerciales au même endroit à cette époque. Il se lance ensuite dans l'industrie de la métallurgie et de la machinerie et commence à vendre des produits manufacturés tels que des moteurs de bateaux et des pièces d'engins à vapeur.
L'homme d'affaires rejoint ensuite le Parti whig (États-Unis) et se présente à quelques élections avant de rejoindre le Parti républicain (États-Unis). Il est alors élu au conseil municipal de Détroit à plusieurs reprises. Il sert comme maire de la ville en 1854, 1856 et 1857.
Hyde souffre d'une attaque de congestion cérébrale qui le confine à la maison. Une autre attaque survient quatre ans plus tard mais cela ne l'empêche pas de militer activement en faveur du recrutement pour la Guerre de Sécession. Il meurt en juin 1870 et a trois enfants : Henry S. Hyde, Hattie S. Hyde et Louis C. Hyde.